# Elaióforo

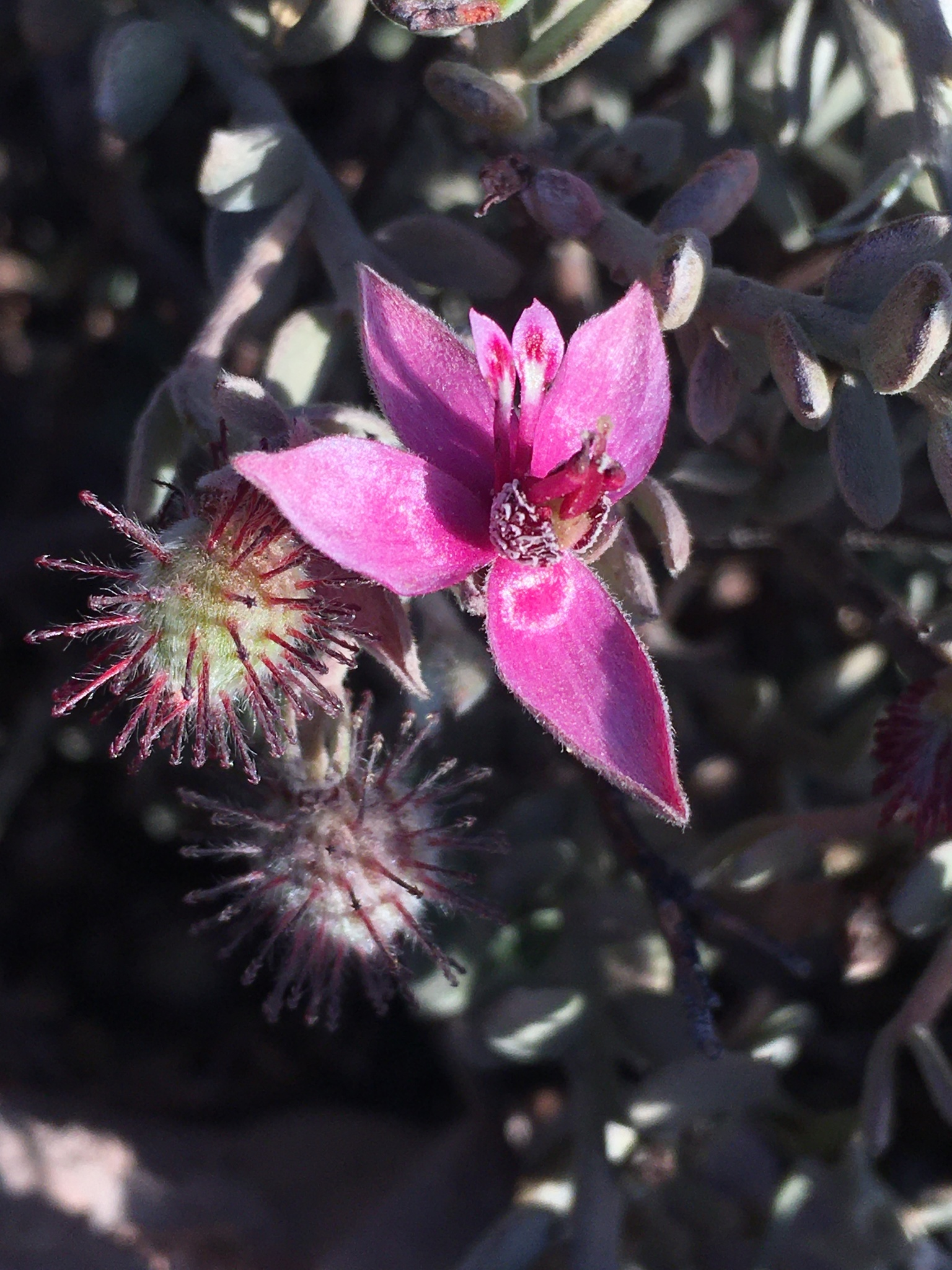
Flor de Krameria lappacea con elaíforos en los dos pétalos cortos y puntiagudos.

En botánica, un elaióforo es una glándula secretora de aceite, la que puede ser de tipo epitelial o tricomático, que se halla en las flores de algunas familias de angiospermas, tales como Malpighiaceae, Scrophulariaceae, Iridaceae, Cucurbitaceae, Primulaceae, y Solanaceae. Tales lípidos secretados por las flores funcionan como atrayentes de insectos polinizadores. Representantes de varias familias de abejas colectan aceites florales para adicionar al alimento de las larvas o para revestir el nido, entre ellas las familias Melittidae, Ctenoplectridae, Apidae y Anthophoridae. Para colectar estos aceites, las abejas presentan modificaciones estructurales que las auxilian para realizar el raspado del mismo.